# Estromatòlit

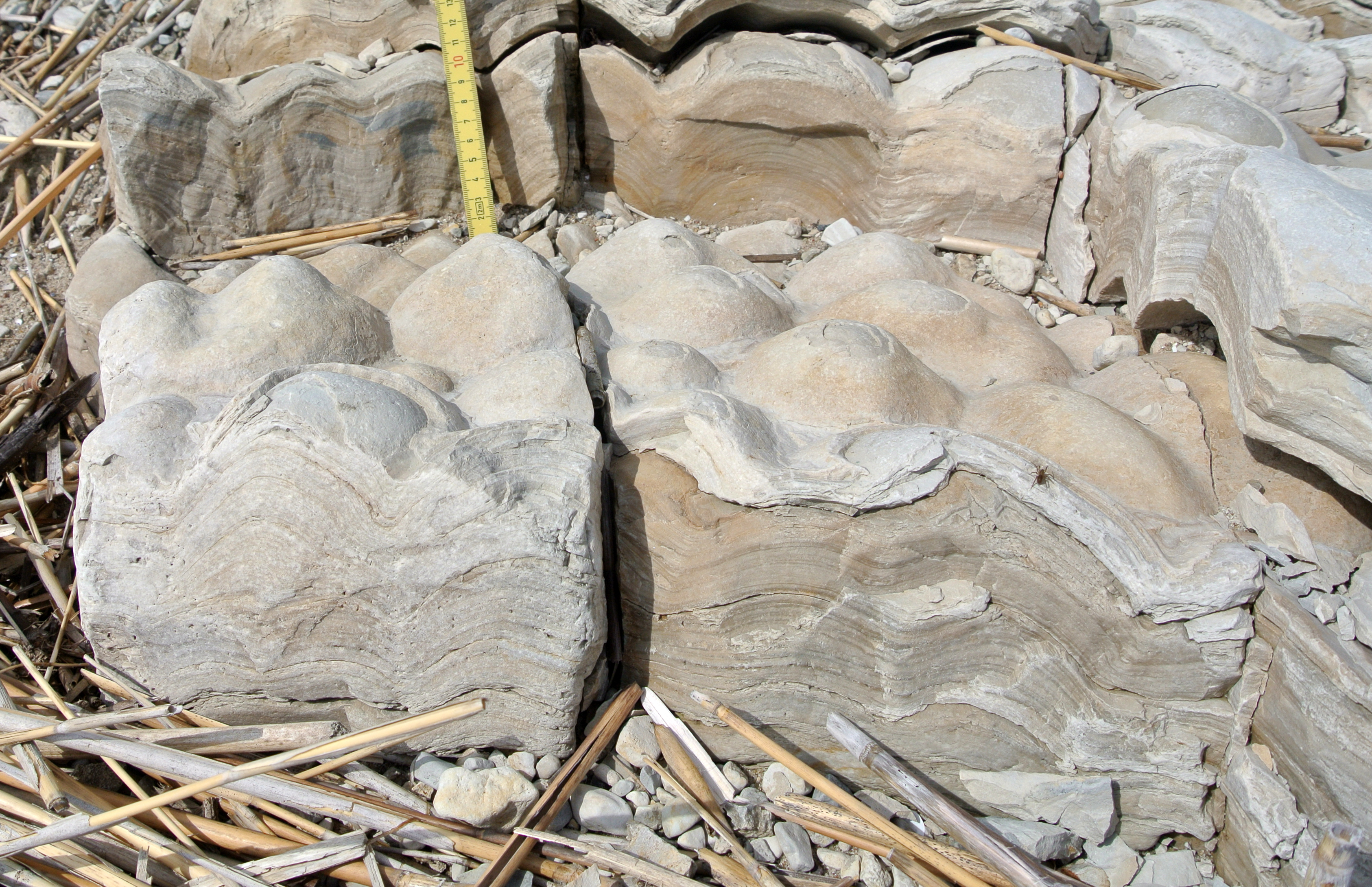
Estromatòlits

Els estromatòlits són roques sedimentàries de tipus orgànic, estratificades i formades per la captura, fixació o precipitació de sediments carbonatats a conseqüència del metabolisme i el creixement de microorganismes, especialment cianobacteris (tradicionalment anomenats algues cianofícies). El terme «estromatòlit» deriva del grec, strōma: 'jaç'/'llit'/'catifa' i lithos: 'pedra'. Així doncs, significa 'llit de pedra'.

## Estructura
El gruix dels paquets sedimentaris va, des de l'escala mil·limètrica fins a un gruix de més de deu metres i l'extensió també és molt variable, des d'uns pocs metres quadrats fins a hectàrees. Solen tenir forma de cúpula, però també n'hi ha de cònics, en forma de columna o de coliflor, o plans.

## Formació
Independentment de la seva forma, tots s'originen per la litificació dels tapissos microbians i poden ser de formació recent o fòssils, en alguns casos conservats des de l'eó Arqueà.
L'estructura sedimentària es forma i es desenvolupa en aigües somes per l’activitat metabòlica dels cianobacteris i d'altres bacteris que retenen partícules sedimentàries molt fines i per la precipitació del carbonat de calci.
L'estructura estratificada dels tapissos microbians i dels estromatòlits es correspon amb l'estratificació vertical dels diversos grups funcionals de microorganismes presents en les comunitats microbianes que els originen amb el seu metabolisme. La seva distribució vertical es correspon amb gradients fisicoquímics ambientals.

## Indicadors biològics i paleoambientals
Els estromatòlits són un dels indicadors més antics de l’aparició i desenvolupament de la vida a la Terra. Els més antics que es coneixen són roques amb una edat d'uns 3.500 milions d'anys. Es van estendre durant l’Arqueà superior, i dominaren el paisatge durant tot el Proterozoic i fins al Cambrià. Actualment, també se'n formen en badies i salines d'ambients tropicals.